# آرون بور
آرون بور الابن (بالإنجليزية: Aaron Burr)‏ (6 فبراير 1756 - 14 سبتمبر 1836) هو سياسي ومحامي أمريكي وكان ثالث نائب لرئيس الولايات المتحدة (1801-1805)، حيث تولى المنصب خلال ولاية توماس جيفرسون الأولى.
ولد بور في مدينة نيوارك في نيوجيرسي وتعلم في جامعة برنستون وكان ضابطا في الجيش القاري في حرب الاستقلال، وبعد ذلك أصبح محاميا وسياسيا ناجحا وكان أحد الساسة المؤثرين في ولاية نيويورك خلال أواخر القرن الثامن عشر. انتخب مرتين لمجلس ولاية نيويورك (1784-1785، 1798-1799)، تم تعيينه نائبا عاما لولاية نيويورك (1789-1791)، كما مثل الولاية في مجلس الشيوخ (1791-1797). انضم بور في البداية للحزب الجمهوري الديمقراطي الذي رشحه كنائب رئيس في انتخابات عام 1796 ثم في انتخابات عام 1800 بجانب توماس جيفرسون. كانت انتخابات عام 1800 مثيرة للجدل، وقام مجلس النواب بحسمها، وقيل أنه تآمر مع الحزب الفدرالي لينال الرئاسة، فوجد نفسه معزولا عن حزبه.
أهم الأحداث خلال رئاسة بور لمجلس الشيوخ، وهو أحد واجباته الرسمية القليلة كنائب للرئيس، هي محاكمة سحب الثقة الأولى ضد قاضي المحكمة العليا صامويل تشايس. لم يرشحه الحزب في انتخابات عام 1804، وحاول أن خوض انتخابات الحكم في ولاية نيويورك عن الحزب الفدرالي ولكنه خسرها. في 11 يوليو 1804، تحدى بور منافسه السياسي ألكسندر هاميلتون في مبارزة شهيرة انتهت بمقتل هاميلتون. وجهت تهمة القتل لبور في ولايتين عن هذه المبارزة غير القانونية، ولكنه لم يحاكم وأسقطت جميع التهم الموجهة إليه في النهاية، على أن وفاة هاميلتون أنهت مسيرة بور السياسية.
وبعد مغادرته لمنصبه، ترك بور العاصمة واشنطن ورحل غربا بحثا عن فرص اقتصادية وسياسية جديدة، ورافق الجنرال جيمس ويلكينسون في حملة إلى وادي الميسيسيبي هدفها مهاجمة المستعمرات الإسبانية في أمريكا الشمالية. وأدت نشاطاته في النهاية إلى اعتقاله من قبل حكومة جيفرسون بتهمة الخيانة في عام 1807. حوكم بور في محكمة فدرالية وتمت تبرئته، حيث اتهم بإنشاء دولة مستقلة في الحدود الغربية والانفصال عن الولايات المتحدة (ما عرف باسم مؤامرة بور). تسببت مشاريعه الغربية بإثقاله بالديون ولم يملك إلا قلة من الأصدقاء النافذين. غادر بعدها الولايات المتحدة إلى أوروبا في مغامرة أخيرة لجني المال. وظل في الخارج حتى عام 1812، وعاد بعدها إلى الولايات المتحدة ليزاول القانون في مدينة نيويورك. قضى بور هناك بقية حياته وهو شبه منسي، ومات في حي بورت ريتشموند في جزيرة ستاتن عام 1836. كان بور ولا يزال شخصية مثيرة للجدل في التاريخ الأمريكي.

## الحقوق والقانون
رغم نشاطاته أيام الحرب، أنهى بور دراساته وقُبل في نقابة المحامين في ألباني في نيويورك عام 1782، وهي السنة نفسها التي تزوج فيها. بدأ بممارسة المحاماة في مدينة نيويورك في العام التالي بعد أن خرج البريطانيون من المدينة.
عمل في جمعية ولاية نيويورك منذ عام 1784 وحتى 1785. بالإضافة إلى ذلك، تابع خدمته العسكرية بصفته ملازمًا أولًا وقائدًا لأحد أفواج لواء الميليشيات الذي يقوده ويليام مالكولم. وأصبح منخرطًا بشكل كبير في السياسة عام 1789، عندما عيَنه جورج كلينتون المدّعي العام لولاية نيويورك. كان أيضًا موكَّلًا بدعاوى الحرب الثورية عام 1791. عام 1791، انتخبه المجلس التشريعي ليكون عضوًا في مجلس الشيوخ من نيويورك، وتغلب على الجنرال فيليب سكايلر الذي كان يشغل المنصب حينئذ. عمل في مجلس الشيوخ حتى عام 1797.
ترشح بور إلى منصب الرئيس في انتخابات عام 1796 وحصل على 30 صوتًا من المقترعين محتلًّا المرتبة الرابعة بعد جون آدامز، وتوماس جيفرسون، وتوماس بينكني. صعقته الهزيمة، لكن العديد من المقترعين الديمقراطيين الجمهوريين صوتوا لجيفرسون فقط، أو لجيفرسون ومرشَّح آخر غير بور. ترشح كل من جيفرسون وبور مجددًا لمنصبي الرئيس ونائب الرئيس أثناء انتخابات عام 1800. ترشح جيفرسون مع بور مقابل أن يعمل بور للحصول على أصوات مقترعي نيويورك لصالح جيفرسون.
عيَن الرئيس جون آدامز واشنطن قائدًا عامًا لقوات الولايات المتحدة الأمريكية عام 1789، لكنه رفض طلب بور بترقيته إلى رتبة عميد خلال شبه الحرب مع فرنسا. كتب واشنطن قائلًا: «بنًاء على كل ما عرفته وسمعته، الكولونيل بور ضابط شجاع وقادر، لكن السؤال هو فيما إذا كان يملك مواهبًا مماثلة حين يتعلق الأمر بالمؤامرات». انتُخب بور لعضوية جمعية ولاية نيويورك عام 1798 وعمل هناك طوال عام 1799. أثناء تلك المدة، تعاون مع شركة هولاند لاند (بالإنجليزية: Holland Land) لسن قانون يمنع الأجانب من حيازة الأرض ونقل ملكيتها. أصبحت الأحزاب السياسية مُعرَّفة تمامًا أثناء فترة آدامز الرئاسية، واسترسل بور في نسب نفسه إلى الديمقراطيين الجمهوريين، رغم وجود حلفاء فيدراليين له مثل السيناتور جوناثان دايتون في نيو جرسي.

### سياسات مدينة نيويورك
أصبح بور سياسيًا بارزًا في سياسة نيويورك بسرعة كبيرة، وأصبح أكثر نفوذًا من هاملتون، ويعود سبب ذلك بشكل كبير إلى قوة جمعية تاماني (التي أصبح اسمها لاحقًا تاماني هال)، إذ حولها بور من نادٍ اجتماعي إلى أداة سياسية لمساعدة جيفرسون على الوصول إلى الرئاسة، خصوصًا في مدينة نيويورك المكتظة بالسكان.
في شهر سبتمبر من عام 1799، وقع نزاع بين بور وجون باركر تشرش الذي كانت زوجته أنجيليكا شقيقة إليزابيث زوجة هاملتون. اتهم تشرش بور بأخذ رشوة من شركة هولاند مقابل تأثيره السياسي. حارب بور وتشرش بعضهما لكن لم يكن لذلك تأثير ملموس، وبعد ذلك اعترف تشرش أنه كان مخطئًا حين اتهم بور دون وجود دليل. قبل بور ذلك كاعتذار، وتصافح الرجلان ناسيان أمر الخلاف.
عام 1799، أسس بور شركة مانهاتن، وقد تكون العداوة بينه وبين هاملتون انطلقت من كيفية قيامه بذلك. قبل تأسيس بنك بور، احتكر الفيدراليون الأسهم المصرفية في نيويورك عن طريق المصرف الفيدرالي الحكومي للولايات المتحدة ومصرف هاملتون في نيويورك. مولت هذه المصارف عمليات أسهم أعمال ضخمة يملكها أعضاء ارستقراطيون في المدينة. اعتمد رجال الأعمال الصغار على التأمين الاجتماعي لشراء العقارات وتأسيس حقهم في الاقتراع (كان الاقتراع حينئذ يعتمد تمامًا على حقوق الملكية).

## روابط خارجية
- آرون بور على موقع الموسوعة البريطانية (الإنجليزية)
- آرون بور على موقع إن إن دي بي (الإنجليزية)